# 赫尔穆特·普里斯

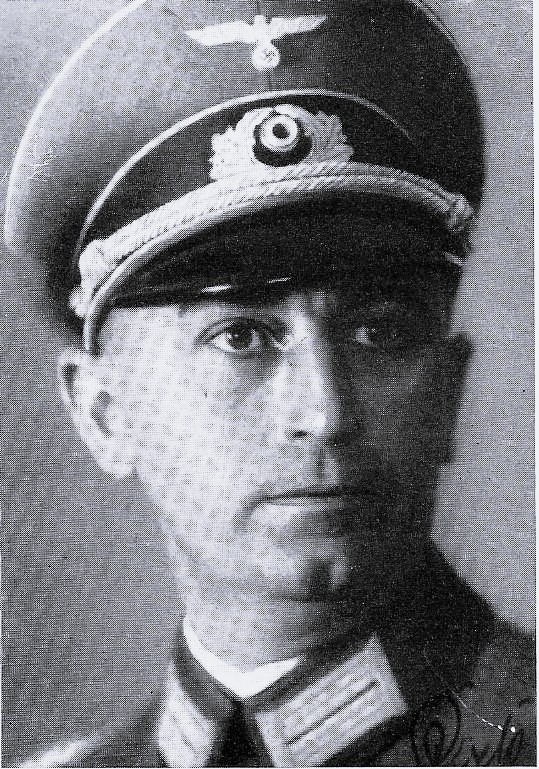
赫尔穆特·普里斯

赫尔穆特·普里斯（Helmuth Prieß，1896年3月6日—1944年10月21日）是一位納粹德國德意志國防軍将官，曾在第二次世界大战期间指挥第27軍。他曾获颁騎士鐵十字勳章。1944年10月21日，普里斯在東普魯士阵亡。